# Вила ди Сото (Маса-Карара)
Вила ди Сото (итал. Villa di Sotto) је насеље у Италији у округу Маса-Карара, региону Тоскана.
Према процени из 2011. у насељу је живело 12 становника. Насеље се налази на надморској висини од 440 м.